# Stenostaura impeditus
Stenostaura impeditus es el nombre científico de una polilla de la familia Notodontidae. Fue encontrada en África Oriental, Sudáfrica, también se encuentra en Camerún y Mokia (Ruwenzori).

## Descripción
Probóscide ausente, palpos extremadamente diminutos y cubiertos de pelo; antenas del macho bipectinadas con ramas cortas, la parte apical serrada, la articulación basal mechonada con pelo; tibias delanteras bordeadas con pelo largo, las articulaciones tarsianas con mechones de pelo, las tibias de las patas media y posterior con diminutos pares terminales de espolones; construcción esbelta. Ala delantera muy estrecha, el ápice redondeado, el termen oblicuamente curvado; venas 3, 4 desde el ángulo de la celda; 5 desde abajo del ángulo superior; 6, 7, 8, 9, 10 tallos; ii desde la celda. Ala trasera con venas 3, 4 entalladas; 5 desde el medio discocelular; 6, 7 fuertemente entallado; 8 desde el extremo final de la celda.
Armadura genital: Uncus estrecho, gancho fuerte, gnathi (mandíbula) estrecha, totalmente fusionada y formando una estructura estrecha y arcos. Tegumen de ancho moderado. Valva poco desarrollada, corta, membranosa. El pene es relativamente corto, aunque es significativamente más largo que la valva, es muy robusto y se levanta, con un cornutus interno fuerte; cultivo inferior en la lúnula, con ángulos y formando pequeñas lábidas. Vinculum muy grande; saccus sin desarrollar. Placas de segmento 8 no diferenciadas.
Originalmente, esta especie se confundió con miembros del género Arctiocossus, de la familia Cossidae, sin embargo nueva información taxonómica permiten diferenciar a ambas familias.

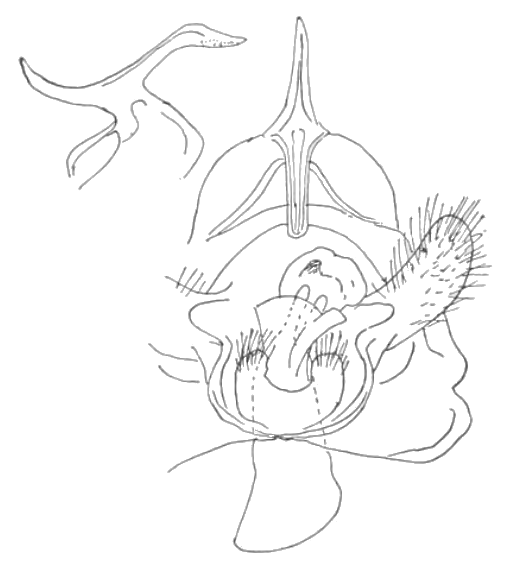
Diagrama de Stenostaura impeditus (Genera insectorum (1902))

## Distribución
- Mozambique, Namibia, Tanzania, Uganda, Zimbabue, Camerún y Mokia.